# Alpinia tonkinensis
Alpinia tonkinensis är en enhjärtbladig växtart som beskrevs av François Gagnepain. Alpinia tonkinensis ingår i släktet Alpinia och familjen Zingiberaceae. Inga underarter finns listade i Catalogue of Life.